# Rudolf von Tiedemann
Rudolf Friedrich Wilhelm von Tiedemann (* 15. April 1833 in Elmpt; † 1. Oktober 1888 in Trier) war ein preußischer Generalmajor und Kommandeur der 31. Infanterie-Brigade.

## Leben

### Herkunft
Rudolf war ein Sohn des preußischen Majors und Herr auf Dembogorz, Kreis Neustadt in Westpreußen Friedrich Wilhelm von Tiedemann (1779–1880) und dessen Ehefrau Amalie, geborene von Pape (1809–1886).

### Militärkarriere
Nach dem Besuch der Universitäten in Danzig und Bonn war Tiedemann Auskultator in Halle (Saale) und Berlin. Am 2. April 1856 trat er als Musketier in das 39. Infanterie-Regiment der Preußischen Armee ein und avancierte bis Mitte Juni 1857 zum Sekondeleutnant. Nach einer Verwendung als Regimentsadjutant wurde er Anfang Januar 1864 als Adjutant der 32. Infanterie-Brigade kommandiert und Mitte Dezember 1864 zum Premierleutnant befördert. Im Vorfeld des Deutschen Krieges wurde er am 14. Juni 1866 Adjutant der Division von Beyer. In dieser Eigenschaft nahm er an den Kämpfen bei Hünfeld, Hammelburg, Helmstadt, Uttingen und Rossbrunn sowie der Beschießung von Würzburg teil. Nach dem Friedensschluss kehrte er am 15. September 1866 in sein Kommando als Adjutant der 32. Infanterie-Brigade zurück und erhielt fünf Tage später für sein Wirken während des Krieges den Roten Adlerorden IV. Klasse mit Schwertern. Unter Belassung in seiner Stellung erfolgte am 30. Oktober 1866 seine Versetzung in das Infanterie-Regiment Nr. 84. Daran schloss sich am 22. März 1868 mit einem Patent vom 29. Oktober 1866 seine Beförderung und Ernennung zum Kompaniechef im 8. Westfälischen Infanterie-Regiment Nr. 57 an.
Während des Deutsch-Französischen Krieges nahm Tiedemann an den Kämpfen bei Gravelotte, Beaune-la-Rolande, Petite Maxe, Les Tapes, Ladou, Cravent, Chateau Serquen, Vendome, Monnaie, Amblois und St. Amand sowie der Belagerung von Metz teil. Ausgezeichnet mit dem Eisernen Kreuz II. Klasse wurde er nach dem Krieg am 6. August 1872 zur Dienstleistung beim Departement für das Invalidenwesen im Kriegsministerium nach Berlin kommandiert. Unter Belassung in diesem Kommando wurde Tiedemann am 27. Dezember 1872 zunächst dem 8. Westfälischen Infanterie-Regiment Nr. 57 sowie am 28. Januar 1873 dem Infanterie-Regiment Nr. 76 aggregiert. Nach seiner Beförderung zum überzähligen Major wurde er am 16. April 1874 in das Kriegsministerium versetzt. Am 27. März 1877 wurde er als aggregiert in das 7. Rheinische Infanterie-Regiment Nr. 69 und am 15. Mai 1877 mit der Ernennung zum Kommandeur des Füsilier-Bataillons einrangiert. Dort stieg er am 18. September 1880 zum Oberstleutnant und am 15. November 1883 zum etatmäßigen Stabsoffizier auf. Daran schloss sich mit der Beförderung zum Oberst am 10. Mai 1884 die Ernennung zum Kommandeur des 1. Oberschlesischen Infanterie-Regiments Nr. 22 an. Am 18. August 1888 erhielt Tiedemann die Beförderung zum Generalmajor und kam als Kommandeur der 31. Infanterie-Brigade nach Trier. Dort starb kurze Zeit später am 1. Oktober 1888.

### Familie
Tiedemann heiratete am 16. März 1867 in Berlin Emmi Gustavia Schoen (1843–1897), eine Tochter des Kaufmanns Elisas Heinrich Schoen. Das Paar hatte nur eine Tochter, die jung starb. Der Generalleutnant Karl von Tiedemann war sein Neffe.